# Banshi, Jiangxi
Banshi är en köping i Kina. Den ligger i provinsen Jiangxi, i den sydöstra delen av landet, omkring 380 kilometer söder om provinshuvudstaden Nanchang. Antalet invånare är 25 757. Befolkningen består av 12 489 kvinnor och 13 268 män. Barn under 15 år utgör 25,0 %, vuxna 15-64 år 67 %, och äldre över 65 år 7,0 %.
Runt Banshi är det ganska tätbefolkat, med 129 invånare per kvadratkilometer. Närmaste större samhälle är Tianxin, 18,1 km nordost om Banshi. I omgivningarna runt Banshi växer i huvudsak blandskog.
Genomsnittlig årsnederbörd är 1 895 millimeter. Den regnigaste månaden är maj, med i genomsnitt 339 mm nederbörd, och den torraste är oktober, med 17 mm nederbörd.